# Saint-Léger-le-Guérétois
Saint-Léger-le-Guérétois é uma comuna francesa na região administrativa da Nova Aquitânia, no departamento de Creuse. Estende-se por uma área de 13,98 km². Em 2010 a comuna tinha 431 habitantes (densidade: 30,8 hab./km²).